# 피아노 소나타 2번 (모차르트)
볼프강 아마데우스 모차르트의 피아노 소나타 2 번, K 280 / 189e는 세 가지 악장의 피아노 소나타이다.

## 구성

### 알레그로 아사이
소나타의 제1악장은 소나타 형식이다. 소나타는 포르테 아르페지오 화음으로 시작하여 첫 번째 주제로 시작한다. 다음 주제는 블록 코드 와 알베르티 베이스에 대한 일련의 떨어지는 4분 음표, 빠른 16분 음표 및 떨어지는 5분 음표를 포함한다. 두 번째 주제는 오른손의 레가토 3중음 과 왼손의 옥타브로 구성되어 있다. 주제는 다소 반음계적이다. 세 번째 주제는 불규칙한 반주가 있는 대부분 4분 음표와 8분 음표이다. 설명은 다장조 코드로 끝난다.

### 아다지오
소나타의 두 번째 악장은 아다지오이다. 분위기는 슬프고 비극적이다.

### 프레스토
바장조의 프레스토(소나타 형식)로 끝난다. 프레스토 치고는 비교적 짧은 편으로 연주 시간은 2분에서 3분 사이이다.